# 한언
한언(韓嫣, ? ~ ?)은 전한의 중기의 인물로, 자는 왕손(王孫)이다. 한왕 신의 증손이자, 궁고후(弓高侯) 한퇴당(韓頹當)의 손자로, 말타기에 능하고 총명한 자였다. 동생 한열(韓說)은 광록훈을 지냈다.

## 생애
무제 유철(劉徹)이 교동왕(膠東王)이던 시절에 반독(伴讀)이 되어 가까워진 사이다. 유철이 즉위한 후에는 흉노 정벌을 지지하였으며, 또 무예에 뛰어나 유철의 총애를 받아 같은 침실에서 잠을 잘 정도였다. 한언은 이따금 유철에게 불손하게 굴 때도 있었으며, 심지어 한언의 발호(跋扈)에 분개한 낭중령(郞中令) 이광(李廣)의 아들 이당호(李當戶)로부터 구타를 당한 적도 있었으나 유철은 이 일을 불문에 부쳤다.
건원(建元) 4년(기원전 137년), 유철의 이복형 강도왕(江都王) 유비(劉非)가 입조하였을 때, 유철은 상림원(上林苑)으로 사냥을 나갈 적에 한언으로 하여금 수레에 타서 기병 수십 기와 함께 앞서 가게 하였다. 유비는 멀리서 한언을 보고는 그가 황제라고 생각하여 길가에 엎드려 기다리고 있었는데, 한언은 이를 알아차리지 못하고 그대로 지나쳤다. 유비가 분노해 태후 왕씨에게 이를 하소연하였고, 이때부터 태후는 한언을 미워하였다.
한언이 제약 없이 영항(永巷)을 출입하였으며 나쁜 소문(姦聞)이 나서 태후에게 전해지자, 태후가 노하여 사람을 보내 한언을 죽이라고 하였다. 유철은 내키지 않아했는데, 마침 한언은 스스로 목숨을 끊었다.
한언은 금구슬로 구슬치기를 즐겨 하였는데, 할 때마다 족히 열 개는 잃어버렸다. 때문에 장안(長安)의 아이들은 한언이 구슬치기를 하러 나올 때마다 쫓아와서, 한언이 구슬을 떨어뜨리면 그것을 주워 갔다.

## 출전
- 사마천, 《사기》 권125 영행열전
- 반고, 《한서》 권93 영행전